# Heinrich Erk
Heinrich Erk (n. 11 ianuarie 1920, Liebling, județul Timiș - d. 31 iulie 2012, Michelfeld ) a fost un poet și scriitor de limba germană și lingvist  originar din Banat, România.
După 1945 a emigrat în Berlinul de Vest, apoi în Republica Federală Germania. Acolo a lucrat la Institutul Goethe la un proiect de cercetare a terminologiei științifice germane.
Ulterior, Heinrich Erk s-a distanțat de primele sale încercări poetice, considerându-le "păcate ale tinereții". În schimb, scriitori ca Wolf von Aichelburg, Hans Diplich și Irene Mokka l-au considerat ca fiind poetul german din România care a reușit să creeze un limbaj liric propriu.
Dr. Heinrich Erk s-a stins din viata la 31 iulie 2012.

## Scrieri
Literatură
- Gedichte. Hermannstadt (Poezii, Sibiu), 1940 [4]
- Szenen. Temeschburg (Scene, Timișoara), 1940 [4]

Lucrări științifice
- Zur Lexik wissenschaftlicher Fachtexte : Verben - Frequenz und Verwendungsweise, Editura Hueber, München, 1972 ISBN 3190067112 ISBN 9783190067114
- Zur Lexik wissenschaftlicher Fachtexte : Substantive. Frequenz und Verwendungsweise, Editura Hueber, München, 1975 (ISBN 319006721X ISBN 9783190067213)
- Zur Lexik wissenschaftlicher Fachtexte: Adjektive, Adverbien und andere Wortarten. Frequenz und Verwendungsweise, Editura Hueber, München, 1982 ISBN 3190067686 ISBN 9783190067688
- Wortfamilien in wissenschaftlichen Texten: ein Häufigkeitsindex, Editura Hueber, München, 1985 ISBN 3-19-006970-0 / 3190069700; ISBN-13/EAN:	9783190069705
- Semantik als Unterrichtsproblem 1988 (gedruckt; Zeitschriftenaufsatz)